# Liste der Träger des Nationalpreises der DDR II. Klasse für Kunst und Literatur
Aufgrund ihrer Größe ist die Liste der Träger des Nationalpreises der DDR II. Klasse für Kunst und Literatur in vier Teillisten aufgeteilt:
- Liste der Träger des Nationalpreises der DDR II. Klasse für Kunst und Literatur (1949–1959)
- Liste der Träger des Nationalpreises der DDR II. Klasse für Kunst und Literatur (1960–1969)
- Liste der Träger des Nationalpreises der DDR II. Klasse für Kunst und Literatur (1970–1979)
- Liste der Träger des Nationalpreises der DDR II. Klasse für Kunst und Literatur (1980–1989)